# Золотые яйцы
Золотые яйцы — шостий студійний альбом білоруського гурту «Ляпис Трубецкой», в якому гурт перейшов від звичного для нього «стьоб-року» до більш альтернативного ска-звучанню.

## Список композицій
1. Раинька
2. Золотые яйцы
3. Лучше, чем в Париже
4. Красивая
5. Лето в Белоруссии
6. Курвы
7. Ласточки
8. Фабричная
9. Курачкі
10. Ты моя
11. Любови капец
12. Почтальоны (Ten O’Clock Postman)
13. Рамонкі

## Музиканти

### Ляпис Трубецкой
- Сергій Міхалок — вокал
- Павло Булатніков — вокал, бубон
- Руслан Владико — гітара, клавішні
- Володимир Єлкин — бас-гітара, клавішні, гітара, мандоліна, бек-вокал
- Павло Кузюкович — валторна, труба
- Іван Галушко — тромбон
- Олексій Любавін — ударні, перкусія

### Інші музиканти
- Дмитро Свиридович — бас-гітара
- Олексій Зайцев — бас-гітара
- Федір Федорук — акордеон
- Олександр Калиновський — бас-гітара
- DJ Женя — вертушка, скретчінг

## Декілька фактів про гурт
- В період запису альбому в групі помінялося три бас-гітариста: літо 2002 — літо 2003 - Олексій Зайцев, осінь 2003 - Дмитро Свиридович, фінальні партій бас-гітари були виконані ризьким мультиінструменталістом Володимиром «Єлкіним» Еглітісом.

- Незадовго до виходу альбому гурт покинув трубач Єгор Дриндін, що грав у «Ляпис Трубецкой» з 1995 року.

- Напередодні релізу «Золотих яєць» Сергій Міхалок збрив наголо довге волосся, пояснивши даний вчинок бажанням розпочати нове життя. Але невдовзі Міхалок знову обріс.